# 남군
연합국 육군(聯合國 陸軍, 영어: Confederate States Army, Confederate Army) 혹은 남군(南軍, 영어: Southern Army)은 남북 전쟁 당시 남부연합(Southern Confederacy, 아메리카 연합국) 측에 서서 싸운 육상 병력들을 일컫는다. 1861년 2월 28일, 연합임시의회는 임시 의용군을 설치하고 연합국의 병력 및 의용군에 대한 통수권한을 대통령 제퍼슨 데이비스에게 부여했다. 이후 1861년 3월 연합의회는 정식 군대로서 연합군을 선포했다.

## 같이 보기
- 쿠 클럭스 클랜
- 아메리카 연합국 해군